# Aire urbaine de Menton-Monaco
L'aire urbaine de Menton-Monaco est une aire urbaine française centrée sur l'unité urbaine de Menton-Monaco (partie française), dans les Alpes-Maritimes. Composée de douze communes, elle comptait 72 019 habitants en 2013.

## Composition
| Nom                   | Code Insee | Statut | Superficie (km2) | Population (dernière pop. légale) | Densité (hab./km2) |
| --------------------- | ---------- | ------ | ---------------- | --------------------------------- | ------------------ |
| Menton (siège)        | 06083      |        | 14,05            | 30 326 (2022)                     | 2 158              |
| Beausoleil            | 06012      |        | 2,79             | 12 430 (2022)                     | 4 455              |
| Cap-d'Ail             | 06032      |        | 2,04             | 4 491 (2022)                      | 2 201              |
| Castellar             | 06035      |        | 12,24            | 1 042 (2022)                      | 85                 |
| Castillon             | 06036      |        | 7,51             | 422 (2022)                        | 56                 |
| Èze                   | 06059      |        | 9,47             | 2 155 (2022)                      | 228                |
| Gorbio                | 06067      |        | 7,02             | 1 568 (2022)                      | 223                |
| Moulinet              | 06086      |        | 41,07            | 253 (2022)                        | 6,2                |
| Roquebrune-Cap-Martin | 06104      |        | 9,33             | 12 419 (2022)                     | 1 331              |
| Sainte-Agnès          | 06113      |        | 9,37             | 1 365 (2022)                      | 146                |
| Sospel                | 06136      |        | 62,39            | 3 807 (2022)                      | 61                 |
| La Turbie             | 06150      |        | 7,42             | 3 012 (2022)                      | 406                |

### Évolution de la composition
- 2010 : Ajout Moulinet et Sospel

## Caractéristiques en 1999
D'après la définition qu'en donne l'INSEE, l'aire urbaine de Menton-Monaco est composée de 10 communes, situées dans les Alpes-Maritimes. Ses 66 692 habitants font d'elle la 110e aire urbaine de France. Du point de vue urbanistique, elle s'étend également sur l'État indépendant de Monaco.
9 communes de l'aire urbaine sont des pôles urbains.
Le tableau suivant détaille la répartition de l'aire urbaine sur le département (les pourcentages s'entendent en proportion du département) :
| Département     | Communes | Communes (%) | Superficie (km²) | Superficie (%) | Population (1999) | Population (%) |
| --------------- | -------- | ------------ | ---------------- | -------------- | ----------------- | -------------- |
| Alpes-Maritimes | 10       | 6,1          | 86,88            | 2,0            | 66 692            | 6,6            |